# Muhammad Hassan
Marc Julian Copani, meglio conosciuto come Muhammad Hassan (Syracuse, 16 aprile 1980), è un ex wrestler statunitense di origini italiane.
È principalmente ricordato per i suoi trascorsi nella World Wrestling Entertainment tra il 2004 e il 2005.

## Biografia
Marc Copani nacque a Syracuse (New York) da madre statunitense e padre italiano. Ha frequentato la Buffalo University per perseguire una laurea in storia, ma nel 2003 ha abbandonato gli studi per intraprendere una carriera come lottatore nel wrestling professionistico.
Dopo essere stato licenziato dalla World Wrestling Entertainment nel 2005, è diventato un insegnante di storia.

## Carriera

### Ohio Valley Wrestling (2003-2004)
Copani cominciò la sua carriera nel 2003, quando approdò nella Ohio Valley Wrestling, all'epoca territorio di sviluppo della World Wrestling Entertainment; fece il suo debutto quello stesso anno con il ring name di Mark Magnus.
Il 13 agosto 2003 sconfisse Johnny Jeter, conquistando così l'OVW Heavyweight Championship. Il titolo venne reso vacante il 10 dicembre seguente, quando Copani fu schienato contemporaneamente da Jeter e Nick Dinsmore in un Triple Threat match.
Nel 2004 la WWE approcciò la OVW poiché era alla ricerca di un wrestler che potesse interpretare la gimmick di un lottatore arabo-americano: sebbene non fosse di origini arabe, a Copani venne offerta la possibilità di interpretare tale personaggio dal booker Jim Cornette.

### World Wrestling Entertainment (2004-2005)
Dopo aver lottato in diversi dark match ed house show per circa due mesi, Copani fece il suo debutto nella World Wrestling Entertainment nella puntata di Raw del 13 dicembre 2004, con il ring name di Muhammad Hassan, interrompendo un promo in cui Mick Foley elogiava l'esercito americano. Prima del suo debutto ufficiale vennero mandati in onda dei video in cui lui e il suo manager, Khosrow Daivari, si presentavano al pubblico: Hassan si descriveva come un wrestler arabo-americano che voleva redimersi dai principali pregiudizi e stereotipi creatisi sui musulmani dopo gli attentati dell'11 settembre 2001; concludeva poi i suoi discorsi sollevando le mani al cielo e lodando Allah. In genere le sue parole in inglese erano seguite da una traduzione in arabo da parte di Daivari (in realtà Daivari parlava in persiano).
Durante i suoi trascorsi in WWE, Muhammad Hassan rimproverò il modo in cui i media caratterizzavano gli arabi-americani dopo gli attentati dell'11 settembre 2001 e sfogò la sua rabbia sui telecronisti di Raw, Jerry Lawler e Jim Ross. Hassan sconfisse Lawler nel suo match d'esordio al pay-per-view New Year's Revolution 2005. Il wrestler musulmano rimase imbattuto per diversi mesi, sconfiggendo avversari del calibro di The Hurricane, Sgt. Slaughter, Chris Benoit e Chris Jericho. Egli riuscì anche ad attirare parecchio heat come personaggio heel, come si poté notare nel Royal Rumble match dell'omonimo pay-per-view, quando tutti i wrestler che erano sul ring al momento del suo ingresso (Booker T, Chris Benoit, Chris Jericho, Edge, Eddie Guerrero, Luther Reigns, Rey Mysterio e Shelton Benjamin) si accanirono su di lui per eliminarlo.
Il 3 aprile 2005, a WrestleMania 21, Muhammad Hassan e Khosrow Daivari interruppero un promo di Eugene, lamentandosi del fatto che Hassan non avesse alcun match in programma per quella sera, ed in seguito lo attaccarono. Fu il preludio al largamente anticipato ritorno in WWE di Hulk Hogan, che corse in aiuto di Eugene e gettò Hassan e Daivari fuori dal ring. La sera successiva, a Raw, i due arabi-americani attaccarono Shawn Michaels. Una settimana più tardi Michaels chiese al General Manager di Raw, Eric Bischoff, di sancire un Handicap match contro Hassan e Daivari, ma il GM rifiutò dicendo che l'incontro si sarebbe tenuto solo se Michaels avesse trovato un compagno. Nella puntata di Raw del 18 aprile Hassan attaccò nuovamente Shawn Michaels, fino a quando Hulk Hogan venne in soccorso di quest'ultimo. Il 1º maggio, a Backlash, Hassan e Daivari vennero sconfitti da Hogan e Michaels, in seguito allo schienamento vincente di Hogan ai danni di Daivari. Hassan incolpò dunque Daivari per la sconfitta e lo schiaffeggiò la sera seguente a Raw.
Nella puntata di Raw del 30 maggio 2005 Hassan affrontò il World Heavyweight Champion Batista, vincendo per squalifica dopo che The Animal lo attaccò con una sedia. La settimana successiva Hassan e Daivari minacciarono il General Manager (GM) di Raw, Eric Bischoff, di fargli causa in seguito alle azioni di Batista. Questo fatto spinse il GM ad offrire ai due una chance al WWE Intercontinental Championship detenuto da Shelton Benjamin in un Handicap match; Hassan schienò inizialmente Benjamin, ma l'arbitro si rese conto che quest'ultimo aveva un piede sulle corde e fece quindi ripartire l'incontro, che fu poi vinto dal campione grazie allo schienamento su Daivari. Nella puntata di Raw del 20 giugno Hassan e Daivari interruppero un promo del WWE Champion John Cena, lamentandosi per l'arbitraggio del match di due settimane prima. Eric Bischoff, che in quel momento era in rivalità con Cena, colse l'occasione per sancire un match valido per il WWE Championship tra i due; l'incontro, durato poco più di due minuti, venne dominato da Cena, che mise fine all'imbattibilità di Hassan.
Il 23 giugno 2005 Hassan e Daivari vennero trasferiti nel roster di SmackDown! nell'ambito della draft lottery. Hassan vinse il suo primo match nello show blu sconfiggendo Big Show grazie all'aiuto di Matt Morgan. La settimana successiva, durante un 6-Pack Challenge match valido per determinare il nuovo campione di SmackDown!, venne coinvolto in un alterco con The Undertaker e successivamente venne eliminato per count-out.
Nella puntata di SmackDown! del 4 luglio il General Manager Theodore Long sancì un match che avrebbe determinato il primo sfidante al World Heavyweight Championship tra Hassan e The Undertaker, da disputarsi a The Great American Bash. Quella stessa sera Daivari venne sconfitto dal Deadman, ma dopo il match Hassan cominciò a "pregare" sulla rampa, convocando cinque uomini mascherati vestiti in camicia nera, passamontagna e pantaloni mimetici; armati di bastoni ed una corda di pianoforte, i cinque attaccarono The Undertaker ed in seguito sollevarono Daivari sopra le loro teste e lo portarono via come se fosse un martire. Tre giorni più tardi avvennero degli attentati terroristici a Londra e per questo motivo in Europa lo spezzone dello show venne rimosso.
Questo angle suscitò l'attenzione nazionale di New York Post, TV Guide, Variety e di altri importanti mezzi di comunicazione di massa. In risposta alle critiche, l'emittente UPN decise di valutare l'intero spezzone e comunicò alla WWE di non volere il personaggio di Hassan sulla propria rete quella settimana. Il 14 luglio Hassan tenne un promo sul sito ufficiale della federazione, in cui ribadì che il popolo americano aveva pregiudizi nei suoi confronti e dava per scontato che lui fosse un terrorista; pur rimanendo nel personaggio e rispettando la kayfabe, il wrestler fece comunque riferimento alla copertura dei media, nominando Don Kaplan del New York Post e denunciando la sua descrizione degli eventi. Nella puntata di SmackDown! del 14 luglio l'assenza di Hassan venne spiegata da una dichiarazione dell'avvocato di quest'ultimo, Thomas Whitney Esquire, il quale affermò che l'arabo-americano si rifiutava di comparire negli show della WWE a causa del modo in cui era stato trattato dal media e dai fan (kayfabe).
Nell'agosto del 2005 venne rivelato che UPN aveva fatto pressioni alla WWE affinché tenesse il personaggio di Hassan fuori della loro rete, rimuovendolo di fatto da SmackDown. Il 24 luglio, a The Great American Bash, Hassan venne sconfitto da The Undertaker e al termine del match il Deadman eseguì sul suo rivale una Last Ride dalla rampa d'ingresso. Alcuni giorni dopo il sito ufficiale della WWE mandò in onda un video in cui il General Manager di SmackDown!, Theodore Long, dichiarava che Hassan non sarebbe più comparso nello show blu a causa delle gravi lesioni subite dopo il match (kayfabe).
Il 21 settembre 2005, alla scadenza del suo contratto, lasciò la WWE.

### Apparizioni sporadiche (2010-2018)
Il 10 aprile 2010, dopo quasi cinque anni di anonimato, Marc Copani partecipò, insieme a Daivari, al WrestleFest 6: Spring Spectacular di Carteret (New Jersey); per lui si trattò della prima apparizione pubblica dal giorno del suo licenziamento dalla WWE.
Il 28 aprile 2018 tornò a lottare dopo quasi tredici anni, durante l'evento Dynasty King of Thrones ad Amsterdam (New York), sconfiggendo Papadon in circa dieci minuti. Il 2 giugno seguente vinse il Dynasty Heavyweight Championship battendo il connazionale Bin Hamin, ma lo rese vacante al termine della serata. Il 29 settembre combatté l'ultimo match della sua carriera, sconfiggendo Sean Carr durante un evento svoltosi a Whitesboro (New York).

## Vita privata
Nel luglio del 2016 fu uno dei venticinque wrestler coinvolti nella class action intentata contro la WWE per via della scarsa prevenzione delle commozioni cerebrali; il processo risolutore, tenutosi nel settembre del 2018, dismise le accuse dei wrestler per mancanza di prove.

## Nel wrestling

### Mosse finali
- Camel clutch

### Manager
- Daivari

### Musiche d'ingresso
- Arab Americans di Jim Johnston

## Titoli e riconoscimenti
- Ohio Valley Wrestling
  - OVW Heavyweight Championship (1)[4]
- Pro Wrestling Illustrated
  - 33º tra i 500 migliori wrestler singoli nella PWI 500 (2005)[27]
- Wrestling Observer Newsletter
  - Most Disgusting Promotional Tactic (2005)